# Allgemeine Tarifordnung für Gefolgschaftsmitglieder im öffentlichen Dienst
| Basisdaten                                               | Basisdaten                                                                       |
| -------------------------------------------------------- | -------------------------------------------------------------------------------- |
| Titel:                                                   | Allgemeine Tarifordnung für Gefolgschaftsmitglieder im öffentlichen Dienst (ATO) |
| Abkürzung:                                               | ATO bzw. TO.A und TO.B                                                           |
| Unterzeichnung:                                          | 1938                                                                             |
| Inkrafttreten:                                           | 1. April 1938                                                                    |
| Letzte Änderung durch: 1)                                |                                                                                  |
| Inkrafttreten der letzten Änderung: 1)                   |                                                                                  |
| Außerkrafttreten:                                        | 31. März 1961                                                                    |
| 1) Bitte beachten Sie den Hinweis zur geltenden Fassung! |                                                                                  |

Die Allgemeine Tarifordnung für Gefolgschaftsmitglieder im öffentlichen Dienst, abgekürzt ATO, regelte im NS-Staat seit 1938 die Beschäftigungsbedingungen und die Bezahlung der meisten Arbeitnehmer im öffentlichen Dienst. Die ATO regelte Übergreifendes für Angestellte und Arbeiter, die Tarifordnung A für Gefolgschaftsmitglieder im öffentlichen Dienst (TO.A) die Spezifika für Angestellte, die Tarifordnung B für Gefolgschaftsmitglieder im öffentlichen Dienst (TO.B) die Spezifika für Arbeiter.
Sie galt vom 1. April 1938 bis zum 31. März 1961 zunächst im Deutschen Reich, später weiterhin in Ländern und Kommunen der Bundesrepublik Deutschland. Die ATO löste den zuvor gültigen Reichsangestelltentarifvertrag (RAT) ab und wurde ihrerseits durch den Bundes-Angestelltentarifvertrag und den Bundesmanteltarifvertrag für Arbeiter gemeindlicher Verwaltungen und Betriebe abgelöst.

## Begriff der Gefolgschaft
In § 1 des Gesetzes zur Ordnung der nationalen Arbeit vom 20. Januar 1934 (AOG) wurden Unternehmer privater Betriebe als Führer des Betriebes und die Angestellten und Arbeiter als Gefolgschaft bezeichnet. In § 2 des Gesetzes zur Ordnung der Arbeit in öffentlichen Verwaltungen und Betrieben vom 23. März 1934 (AOGö) wurden die in einer öffentlichen Verwaltung oder einem öffentlichen Betrieb beschäftigen Arbeiter und Angestellten analog als Gefolgschaft des Führers einer öffentlichen Verwaltung oder eines öffentlichen Betriebes zusammengefasst.
Mit den Kontrollratsgesetzen (KRG) Nr. 40 vom 30. November 1946 und Nr. 56 vom 30. Juni 1947 wurden beide Gesetze aufgehoben.

## Rechtsnatur
§ 16 Abs. 1 des Gesetzes zur Ordnung der Arbeit in öffentlichen Verwaltungen und Betrieben (AOöÖ) berechtigte den Arbeitgeber, einseitig eine Dienstordnung zu erlassen, in der neben Bestimmungen über die Ordnung und das Verhalten der Beschäftigten im Dienst auch Vorschriften über die Höhe des Arbeitsentgelts und über sonstige Arbeitsbedingungen im Rahmen der gesetzlichen Bestimmungen aufgenommen werden konnten. Dienstordnungen wurden als autonomes Satzungsrecht der Dienstgemeinschaft angesehen. Sie wurden nicht Inhalt der Arbeitsverhältnisse, sondern bestimmten nur ihren Inhalt. Die Bestimmungen der Dienstordnung waren für die Angehörigen der Verwaltung oder des Betriebs als Mindestbedingungen rechtsverbindlich (§ 17 AOGö). Sie galten unmittelbar und zwingend und hatten Normqualität.
Dienstordnungen im Sinne des § 16 AOGö galten trotz Aufhebung des AOGö durch das Kontrollratsgesetz Nr. 56 als autonomes Satzungsrecht grundsätzlich weiter. Als auf der Grundlage des AOGö erlassene Normen führten sie bis zu ihrer eigenständigen Beseitigung ein „Eigenleben“.
Infolge des Wegfalls der Rechtsgrundlage für den Erlass und die Aufhebung von Dienstordnungen entfiel seit Außerkrafttreten des AOGö die Befugnis des öffentlichen Arbeitgebers, Dienstordnungen einseitig zu erlassen, zu ändern oder aufzuheben. Als normativ geltende Regelung, die vergleichbar einer Betriebs- oder Dienstvereinbarung auf die Arbeitsverhältnisse einwirkt, kann eine Dienstordnung seit der Aufhebung des § 16 Abs. 1 AOGö durch das KRG Nr. 56 nach geltendem Recht vielmehr nur durch den Abschluss einer ersetzenden Betriebs-/Dienstvereinbarung abgelöst oder durch Kündigung, die der Betriebs- bzw. Personalrat oder der Arbeitgeber erklären kann, beseitigt werden.

## Beschäftigungsbedingungen
Die ATO brachte für die Angestellten in Verbindung mit der TO.A und der Allgemeinen Dienstordnung (ADO) mit Wirkung vom 1. April 1938 die vollständige Neuordnung des Angestelltenverhältnisses im nationalsozialistischen Sinne. Die Angestellten des öffentlichen Dienstes sollten „eine Dienstgemeinschaft im Sinne der nationalsozialistischen Weltanschauung“ bilden. Sie hatten durch Handschlag zu geloben, „dem Führer des Deutschen Reiches und Volkes Adolf Hitler treu und gehorsam zu sein und die Dienstobliegenheiten gewissenhaft und uneigennützig zu erfüllen“. Fristlose Entlassung war nach § 17 ATO insbesondere zulässig, wenn festgestellt wurde, dass das Gefolgschaftsmitglied nicht die Gewähr dafür bot, dass es jederzeit rückhaltlos für die Ziele der nationalsozialistischen Bewegung und für den nationalsozialistischen Staat eintreten werde. Die Rechtsprechung der Arbeitsgerichte ging dahin, „dass die Reichsbehörden von ihren Angestellten erwarten können und müssen, dass sie sich das nationalsozialistische Gedankengut, auf dem der heutige Staat beruht, zu eigen machen und ihr Verhalten danach einrichten.“ Ein Angestellter, der diese Verpflichtung zu rückhaltlosem Einsatz für den nationalsozialistischen Staat im Dienst oder auch nur außerdienstlich nicht erfüllte, konnte ohne Rücksicht auf Verdienste in fachlicher Hinsicht fristlos entlassen werden. Auch für die Angestellten hat schließlich der Beschluss des Großdeutschen Reichstags vom 26. April 1942 die letzten rechtlichen Folgerungen aus dieser inneren Wandlung des Arbeitsverhältnisses gezogen: auch der Angestellte (ob in leitender oder untergeordneter Stellung) sollte bei Verletzung der Treuepflicht gegen den „Führer“ auf dessen Entscheidung ohne Verfahren aus seinem Dienstverhältnis entlassen werden können.

## Entgeltstruktur der ATO mit TO.A bzw. TO.B

### Vergütungsgruppe
Je nach Tätigkeitsfeld wurde ein Mitarbeiter bei der Einstellung in eine bestimmte Vergütungsgruppe eingeordnet. Die Vergütungsgruppe bestimmte wesentlich die Höhe des Gehalts. Dabei war Vergütungsgruppe I die höchste, Vergütungsgruppe X die niedrigste (in Umkehr zur bisherigen Reichsangestellten-Tarifordnung (RAT)). Die Vergütungsgruppen V und VI existierten als Doppelgruppen Va/Vb und VIa/VIb.

### Grundgehalt
Teil der TO.A und TO.B waren Vergütungstabellen, die abhängig von Vergütungsgruppe und erreichter Stufe ein Grundgehalt angaben. Aufgrund der Stufen steigerte es sich unabhängig von der Leistung mit dem Alter und war der wichtigste Teil der Vergütung. Dieses Grundgehalt wurde auch Grundvergütung genannt.

### Ortsklasse
Angepasst wurde das Grundgehalt durch eine Ortsklasse.

### Ledige und Ehefrauen
Ledige und Ehefrauen bezogen eine niedrigere Grundvergütung.

## Zeitgenössische Kritik
Melcher und Schilling lobten, dass das Tarifwerk unzählige Länder- und Einzeltarife ersetzte und reichseinheitlich war. Zudem käme es zu einer Neuregelung der Arbeitsbedingungen des öffentlichen Dienstes im Geiste der nationalsozialistischen Weltanschauung: Das Treueprinzip und das Leistungsprinzip hielten Einzug in das Tarifrecht.